# Liste der Monuments historiques in Norges-la-Ville
Die Liste der Monuments historiques in Norges-la-Ville führt die Monuments historiques in der französischen Gemeinde Norges-la-Ville auf.

## Liste der Immobilien
| Bezeichnung | Beschreibung                                                                             | Standort                     | Kennzeichnung | Schutzstatus | Datum | Bild           |
| ----------- | ---------------------------------------------------------------------------------------- | ---------------------------- | ------------- | ------------ | ----- | -------------- |
| Fort Brûlé  | bezeichnet 1876/77, 1944 weitgehend zerstört; auch auf dem Gebiet von Asnières-lès-Dijon | südwestlich des Ortes (Lage) | PA21000040    | Inscrit      | 2006  | weitere Bilder |

## Liste der Objekte
| Bezeichnung                                        | Beschreibung                                                                                      | Standort                        | Kennzeichnung | Schutzstatus | Datum | Bild |
| -------------------------------------------------- | ------------------------------------------------------------------------------------------------- | ------------------------------- | ------------- | ------------ | ----- | ---- |
| Zwei Gemälde: Stifterporträts                      | Ölfarbe auf Holz, bezeichnet 1633                                                                 | in der Kirche St-Vallier (Lage) | PM21001654    | Classé       | 1925  |      |
| Gemälde Mariä Verkündigung                         | Ölfarbe auf Leinwand, signiert Gabriel Revel 1699                                                 | in der Kirche St-Vallier (Lage) | PM21001655    | Classé       | 1925  |      |
| Gemälde Mariä Heimsuchung                          | Ölfarbe auf Leinwand, 17. Jahrhundert                                                             | in der Kirche St-Vallier (Lage) | PM21001656    | Classé       | 1925  |      |
| Skulptur Heiliger Abdon                            | Kalkstein, farbig gefasst, 17. Jahrhundert                                                        | in der Kirche St-Vallier (Lage) | PM21001657    | Classé       | 1925  |      |
| Kruzifix                                           | Holz, 17. Jahrhundert                                                                             | in der Kirche St-Vallier (Lage) | PM21001659    | Classé       | 1925  |      |
| Hauptaltar                                         | Altartisch, Tabernakel und Retabel; Holz, farbig gefasst und vergoldet, Ende des 17. Jahrhunderts | in der Kirche St-Vallier (Lage) | PM21003004    | Classé       | 1995  |      |
| Zwei Reliefs: Heilige Regina und heiliger Claudius | Holz, farbig gefasst und vergoldet, 17. Jahrhundert, aus der Schule von Jean Dubois               | in der Kirche St-Vallier (Lage) | PM21003005    | Classé       | 1995  |      |
| Skulptur Heiliger Dionysius                        | Stein, farbig gefasst, Ende des 15. Jahrhunderts                                                  | in der Kirche St-Vallier (Lage) | PM21003025    | Classé       | 1999  |      |
| Skulptur Heilige Elisabeth mit Johannesknaben      | Stein, farbig gefasst, 17. Jahrhundert                                                            | in der Kirche St-Vallier (Lage) | PM21003924    | Inscrit      | 1991  |      |
| Zwei Kronleuchter                                  | Messing, vergoldet, Glas, erste Hälfte des 19. Jahrhunderts                                       | in der Kirche St-Vallier (Lage) | PM21003925    | Inscrit      | 1991  |      |
| Skulptur Unterweisung Mariens                      | Stein, farbig gefasst, 17. Jahrhundert                                                            | in der Kirche St-Vallier (Lage) | PM21003926    | Inscrit      | 1991  |      |
| Skulptur Heilige Katharina                         | Stein, farbig gefasst, 17. Jahrhundert                                                            | in der Kirche St-Vallier (Lage) | PM21003927    | Inscrit      | 1991  |      |
| Kreuzweg                                           | 14 Gemälde; Ölfarbe auf Holz, Anfang des 19. Jahrhunderts                                         | in der Kirche St-Vallier (Lage) | PM21003928    | Inscrit      | 1991  |      |
| Sakristeischrank                                   | Holz, 18. Jahrhundert                                                                             | in der Kirche St-Vallier (Lage) | PM21003929    | Inscrit      | 1991  |      |
| Kelch und Patene                                   | Silber, vergoldet, Ende des 19. Jahrhunderts; in der Mairie deponiert                             | in der Kirche St-Vallier (Lage) | PM21003930    | Inscrit      | 1991  |      |
| Gefäß für die heiligen Öle                         | Silber, 19. Jahrhundert; in der Mairie deponiert                                                  | in der Kirche St-Vallier (Lage) | PM21003931    | Inscrit      | 1991  |      |
| Gemälde Enthauptung des heiligen Valerius          | Ölfarbe auf Leinwand, Ende des 17. Jahrhunderts                                                   | in der Kirche St-Vallier (Lage) | PM21004003    | Inscrit      | 1993  |      |
| Gemälde Lesende Gottesmutter (?)                   | Ölfarbe auf Leinwand, 17. Jahrhundert                                                             | in der Kirche St-Vallier (Lage) | Inscrit       | Inscrit      | 1993  |      |
| Gemälde Paulus (?)                                 | Ölfarbe auf Leinwand, 17. Jahrhundert                                                             | in der Kirche St-Vallier (Lage) | PM21004005    | Inscrit      | 1993  |      |
| Skulptur Christus in der Rast                      | Aufsatz eines Prozessionsstabs; Holz, 17. Jahrhundert; gestohlen                                  | in der Kirche St-Vallier (Lage) | PM21001658    | Classé       | 1925  |      |
| Schrank                                            | Holz, bezeichnet 1792                                                                             | in der Mairie (Lage)            | PM21003023    | Classé       | 1999  |      |